# 1956 au Canada
Pour un article plus général, voir Chronologie du Canada.
Cet article traite des événements qui se sont produits durant l'année 1956 au Canada.

## Événements

### Politique

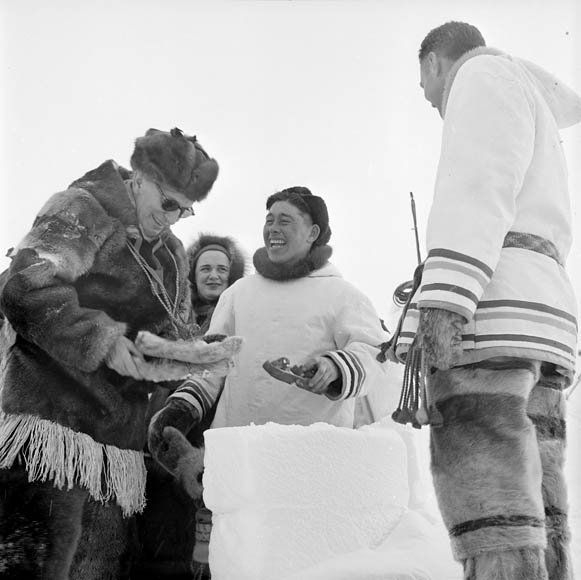
Le gouverneur Vincent Massey recevant des mocassins à Frobisher Bay.

- mai à juin : débat houleux à la Chambre des communes concernant le pipeline trans-canadien.

- 20 juin : élection générale québécoise. Élection générale saskatchewanaise.
- 2 octobre : élection générale terre-neuvienne.

- La reine Élisabeth II reconnait les Armoiries du Yukon.

### Justice
- 10 février : pendaison de Wilbert Coffin. Son exécution controversée va relancer le débat sur la peine de mort.

### Sport

#### Hockey
- Fin de la Saison 1955-1956 de la LNH suivi des Séries éliminatoires de la Coupe Stanley 1956. Les Canadiens de Montréal remportent la Coupe Stanley contre les Red Wings de Détroit.
- 10e Match des étoiles de la Ligue nationale de hockey tenu à Montréal.
- Les Marlboros de Toronto remportent la Coupe Memorial 1956.
- Willie O'Ree devient le premier joueur de hockey Noir à jouer comme professionnel. Il est recruté par les As de Québec.
- Début de la Saison 1956-1957 de la LNH.

#### Jeux olympiques d'hiver de 1956
- Frances Dafoe et Norris Bowden remportent une médaille d'argent en patinage artistique couple.
- L'équipe canadienne remporte la médaille de bronze au hockey sur glace.
- Lucille Wheeler remporte la médaille de bronze en descente de ski pour dame.

#### Jeux olympiques d'été de 1956
- Gerald Ouellette remporte la médaille d'or en tir à la carabine 50 mètres couché. Gil Boa remporte la médaille de bronze dans la même compétition.
- Archibald MacKinnon, Kenneth Loomer, Walter D'Hondt et Donald Arnold remporte la médaille d'or en aviron à quatre sans barreur.
- David Helliwell, Philip Kueber, Richard McClure, Douglas McDonald, William McKerlich, Donald Pretty, Lawrence West, Robert Wilson et Carlton Ogawa remportent la médaille d'argent en aviron à huit avec barreur.
- John Rumble, Jim Elder, Brian Herbinson remportent la médaille de bronze en équitation, équipe complète.
- Irene MacDonald remporte une médaille de bronze en plongeon.

#### Football

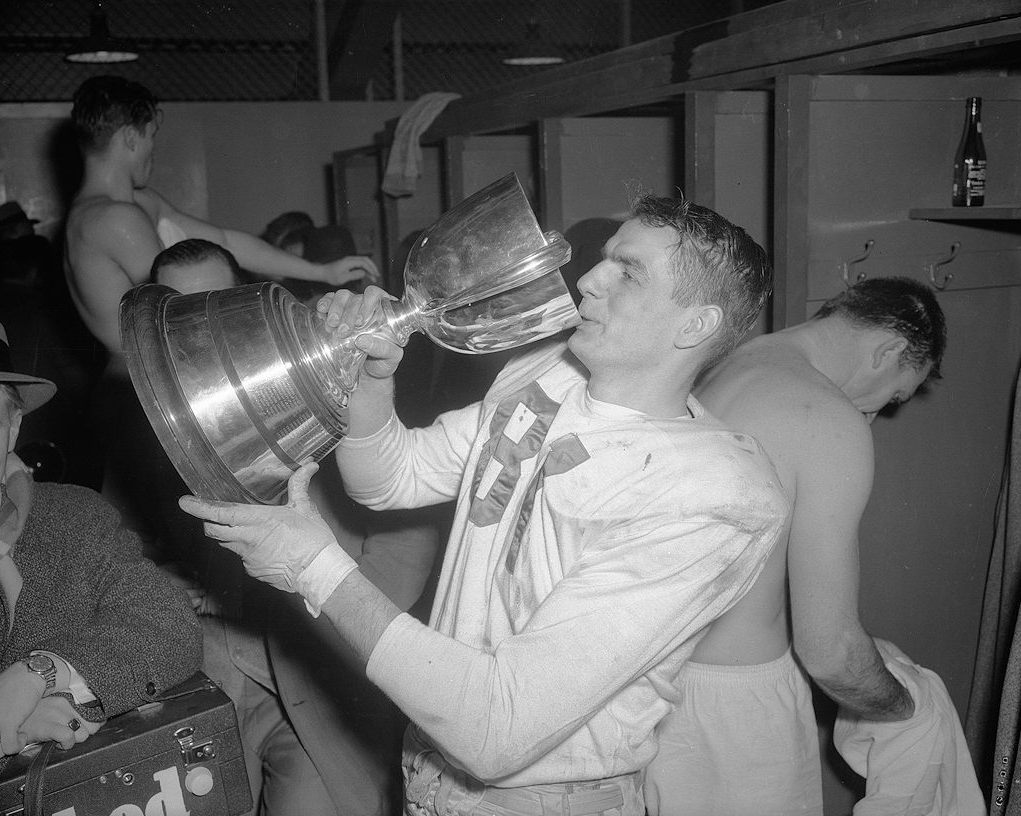
Le futur premier ministre de l'Alberta Don Getty boit dans la coupe Grey

- Les Eskimos d’Edmonton remportent la 44e finale de la Coupe Grey contre les Alouettes de Montréal 50-27

### Économie
- Ouverture du premier restaurant A&W à Winnipeg.

### Science
- 25 septembre : Inauguration du premier câble sous-marin téléphonique transocéanique (TAT-1) reliant Clarenville à Oban au Royaume-Uni.
- Hans Selye publie son ouvrage Le stress de la vie.

### Culture
- Prix du Gouverneur général 1956.
- Fondation des Petits chanteurs du Mont-Royal.

#### Cinéma
- 23 décembre : Le Village enchanté est le premier long-métrage dessin animé québécois pour enfants réalisé par les frères Racicot sorti au Cinéma du Québec. Ce film est interprète par le narrateur Pierre Dagenais.

#### Télévision
- Point de mire animé par René Lévesque.

### Religion
- 3 novembre : érection de l'Archéparchie catholique ukrainienne de Winnipeg et de l'Éparchie catholique ukrainienne de Toronto.

### Transport
- 9 décembre : Écrasement du vol 810 de Trans-Canada Air Lines, faisant la liaison Vancouver-Calgary, au Mont Slesses proche de Chilliwack à la suite d'un impact sans perte de contrôle. Les 62 personnes soit 59 passagers (44 canadiens, 9 américains, 4 hong kongais, 2 japonais) et 3 membres de l'équipage sont décédés.

## Naissances
- Diane Régimbald, poète francophone.
- 6 janvier : Peter Stoffer, homme politique de la circonscription fédérale de Sackville—Eastern Shore.
- 28 février : Guy Maddin, réalisateur et acteur.
- 7 mai : Jean Lapierre, politicien et animateur de télévision.
- 9 mai : Wendy Crewson, actrice et productrice.
- 19 mai : James Gosling, informaticien.
- 26 mai : Claude Drouin, homme politique fédéral provenant du Québec.
- 17 juillet : Bryan Trottier, ancien joueur professionnel de hockey sur glace.
- 21 juillet : Larry Miller, homme politique fédéral.
- 12 août : Bruce Greenwood, acteur et producteur.
- 10 septembre : Yvon Vautour, ancien joueur de hockey sur glace.
- 7 octobre : Brian Sutter, ancien joueur de hockey sur glace.
- 31 décembre : Paul Zed, avocat et homme politique du Nouveau-Brunswick.

## Décès
- 12 janvier : Sam Langford, boxeur.
- 10 février : Wilbert Coffin, criminel québécois.
- 10 mars : Vere Ponsonby, gouverneur général du Canada.
- 30 mars : Thomas Dufferin Pattullo, premier ministre de la Colombie-Britannique.
- 4 mai : Mina Hubbard, exploratrice canadienne (*1870).
- 4 août : Joseph Georges Bouchard, homme politique fédéral provenant du Québec.
- 11 septembre : Billy Bishop, as de l'aviation.
- 15 septembre : Charles Dow Richards, premier ministre du Nouveau-Brunswick.
- 18 septembre : Adélard Godbout, premier ministre du Québec.
- 7 octobre : Maud Allan, danseuse.
- 7 décembre : Huntley Gordon, acteur.
- 9 décembre :
  - Gordon Sturtridge, joueur professionnel de football canadien
  - Ray Syrnyk, joueur professionnel de football canadien